# Lautaro Escalante
Lautaro Tomás Escalante conocido también como "Lante" (Florencio Varela, Argentina; 2 de julio de 1999) es un futbolista argentino que juega como centrocampista y su equipo actual es Club Atlético San Martín de San Juan de la Primera Nacional de Argentina.

## Trayectoria
Escalante hizo su debut profesional con Defensa y Justicia el 26 de enero de 2020 en la victoria 4-1 sobre Talleres de Córdoba por Primera División de Argentina y anotó su primer gol el 2 de febrero de 2021 ante el mismo rival en el empate 2-2 También formó parte del plantel que fue campeón de la Copa Sudamericana 2020 y de la Recopa Sudamericana 2021.
A finales de 2024 consigue con el equipo el ascenso a Primera División de Argentina.

## Estadísticas

### Clubes
| Club                         | Div.          | Temporada     | Liga  | Liga  | Liga   | Copas nacionales | Copas nacionales | Copas nacionales | Torneos internacionales | Torneos internacionales | Torneos internacionales | Total | Total | Total  |
| Club                         | Div.          | Temporada     | Part. | Goles | Asist. | Part.            | Goles            | Asist.           | Part.                   | Goles                   | Asist.                  | Part. | Goles | Asist. |
| ---------------------------- | ------------- | ------------- | ----- | ----- | ------ | ---------------- | ---------------- | ---------------- | ----------------------- | ----------------------- | ----------------------- | ----- | ----- | ------ |
| Defensa y Justicia Argentina | 1ª            | 2019-20       | 1     | —     | —      | 8                | —                | —                | 3                       | —                       | —                       | 12    | 0     | 0      |
| Defensa y Justicia Argentina | 1ª            | 2021          | 9     | —     | —      | 6                | 1                | —                | 8                       | —                       | —                       | 23    | 1     | 0      |
| Defensa y Justicia Argentina | Total club    | Total club    | 10    | 0     | 0      | 14               | 1                | 0                | 11                      | 0                       | 0                       | 35    | 1     | 0      |
| San Martín (T) Argentina     | 2.ª           | 2022          | 14    | 0     | 2      | —                | —                | —                | Inaccesibles            | Inaccesibles            | Inaccesibles            | 14    | 0     | 2      |
| San Martín (T) Argentina     | Total club    | Total club    | 14    | 0     | 2      | 0                | 0                | 0                | 0                       | 0                       | 0                       | 14    | 0     | 2      |
| Total carrera                | Total carrera | Total carrera | 24    | 0     | 2      | 14               | 1                | 0                | 11                      | 0                       | 0                       | 49    | 1     | 2      |

## Palmarés

### Torneos internacionales
| Título              | Club               | Sede      | Año  |
| ------------------- | ------------------ | --------- | ---- |
| Copa Sudamericana   | Defensa y Justicia | Argentina | 2020 |
| Recopa Sudamericana | Defensa y Justicia | Brasil    | 2021 |